# NGC 4609
NGC 4609 je otvoreni skup u zviježđu Južnom križu. 

## Vanjske poveznice
- (engl.) SEDS: NGC 4609
- (engl.) Revidirani Novi opći katalog
- (engl.) Izvangalaktička baza podataka NASA-e i IPAC-a
- (engl.) Astronomska baza podataka SIMBAD
- (engl.) VizieR